# Danh sách đĩa đơn quán quân Hot 100 thập niên 2010 (Mỹ)
Bảng xếp hạng Billboard Hot 100 là bảng xếp hạng các đĩa đơn thành công nhất trên thị trường âm nhạc Mỹ. Các số liệu được tổng hợp bởi Nielsen SoundScan dựa trên doanh số đĩa thường, nhạc số và tần suất phát thanh. Trong thập niên 2010, từ năm 2010 tới nay đã có tổng cộng 39 đĩa đơn quán quân trên bảng xếp hạng này.

## Các đĩa đơn quán quân

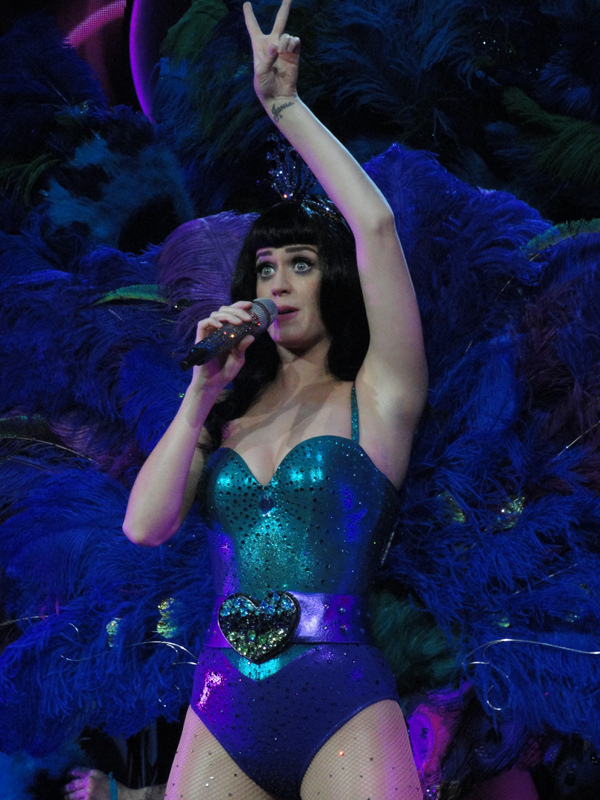
Nữ ca sĩ Katy Perry có số đĩa đơn quán quân Hot 100 nhiều thứ hai trong thập niên 2010 (tám đĩa), đứng sau Rihanna. Cô cũng là nghệ sĩ có số tuần đứng vị trí quán quân nhiều thứ ba (26 tuần).

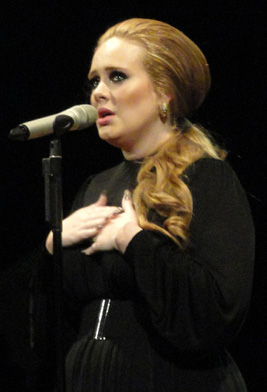
Ca sĩ người Anh Adele có đĩa đơn quán quân cuối năm 2011 là "Rolling in the Deep". Cô là nghệ sĩ có số tuần đứng vị trí quán quân nhiều thứ tư (24 tuần) sau Rihanna, Perry và Bruno Mars.

Chú thích
 *  – Đĩa đơn đang quán quân hiện tại
 ♪   – Đĩa đơn quán quân của năm
| #    | Thời gian quán quân  | Nghệ sĩ                                                                    | Đĩa đơn                                   | Số tuần quán quân | Nguồn         |
| 2010 | 2010                 | 2010                                                                       | 2010                                      | 2010              | 2010          |
| ---- | -------------------- | -------------------------------------------------------------------------- | ----------------------------------------- | ----------------- | ------------- |
| 980  | 2 tháng 1, 2010      | Kesha                                                                      | "Tik Tok"♪                                | 9                 | [ 1 ]         |
| 981  | 6 tháng 3, 2010      | The Black Eyed Peas                                                        | "Imma Be"                                 | 2                 | [ 2 ] [ 3 ]   |
| 982  | 20 tháng 3, 2010     | Taio Cruz hợp tác với Ludacris                                             | "Break Your Heart"                        | 1                 | [ 4 ]         |
| 983  | 27 tháng 3, 2010     | Rihanna                                                                    | "Rude Boy"                                | 5                 | [ 5 ] [ 6 ]   |
| 984  | 1 tháng 5, 2010      | B.o.B hợp tác với Bruno Mars                                               | "Nothin' on You"                          | 2                 | [ 7 ] [ 8 ]   |
| 985  | 15 tháng 5, 2010     | Usher hợp tác với will.i.am                                                | "OMG"                                     | 4                 | [ 9 ] [ 10 ]  |
| 986  | 22 tháng 5, 2010     | Eminem                                                                     | "Not Afraid"                              | 1                 | [ 11 ]        |
| 987  | 19 tháng 6, 2010     | Katy Perry hợp tác với Snoop Dogg                                          | "California Gurls"                        | 6                 | [ 12 ] [ 13 ] |
| 988  | 31 tháng 7, 2010     | Eminem hợp tác với Rihanna                                                 | "Love the Way You Lie"                    | 7                 | [ 14 ] [ 15 ] |
| 989  | 18 tháng 9, 2010     | Katy Perry                                                                 | "Teenage Dream"                           | 2                 | [ 16 ] [ 17 ] |
| 990  | 2 tháng 10, 2010     | Bruno Mars                                                                 | "Just the Way You Are"                    | 4                 | [ 18 ] [ 19 ] |
| 991  | 30 tháng 10, 2010    | Far East Movement hợp tác với The Cataracs và Dev                          | "Like a G6"                               | 3                 | [ 20 ] [ 21 ] |
| 992  | 13 tháng 11, 2010    | Kesha                                                                      | "We R Who We R"                           | 1                 | [ 22 ]        |
| 993  | 20 tháng 11, 2010    | Rihanna hợp tác với Drake                                                  | "What's My Name?"                         | 1                 | [ 23 ]        |
| 994  | 4 tháng 12, 2010     | Rihanna                                                                    | "Only Girl (In the World)"                | 1                 | [ 24 ]        |
| 995  | 11 tháng 12, 2010    | Pink                                                                       | "Raise Your Glass"                        | 1                 | [ 25 ]        |
| 996  | 18 tháng 12, 2010    | Katy Perry                                                                 | "Firework"                                | 4                 | [ 26 ] [ 27 ] |
| 2011 |                      |                                                                            |                                           |                   |               |
| 997  | 8 tháng 1, 2011      | Bruno Mars                                                                 | "Grenade"                                 | 4                 | [ 28 ] [ 29 ] |
| 998  | 29 tháng 1, 2011     | Britney Spears                                                             | "Hold It Against Me"                      | 1                 | [ 30 ]        |
| 999  | 19 tháng 2, 2011     | Wiz Khalifa                                                                | "Black and Yellow"                        | 1                 | [ 31 ]        |
| 1000 | 26 tháng 2, 2011     | Lady Gaga                                                                  | "Born This Way"                           | 6                 | [ 32 ] [ 33 ] |
| 1001 | 9 tháng 4, 2011      | Katy Perry hợp tác với Kanye West                                          | "E.T."                                    | 5                 | [ 34 ] [ 35 ] |
| 1002 | 30 tháng 4, 2011     | Rihanna hợp tác với Britney Spears                                         | "S&M"                                     | 1                 | [ 37 ]        |
| 1003 | 21 tháng 5, 2011     | Adele                                                                      | "Rolling in the Deep"♪                    | 7                 | [ 39 ] [ 40 ] |
| 1004 | 9 tháng 7, 2011      | Pitbull hợp tác với Ne-Yo, Afrojack và Nayer                               | "Give Me Everything"                      | 1                 | [ 41 ]        |
| 1005 | 16 tháng 7, 2011     | LMFAO hợp tác với Lauren Bennett và GoonRock                               | "Party Rock Anthem"                       | 6                 | [ 42 ] [ 43 ] |
| 1006 | 27 tháng 8, 2011     | Katy Perry                                                                 | "Last Friday Night (T.G.I.F.)"            | 2                 | [ 44 ] [ 45 ] |
| 1007 | 10 tháng 9, 2011     | Maroon 5 hợp tác với Christina Aguilera                                    | "Moves Like Jagger"                       | 4                 | [ 46 ] [ 47 ] |
| 1008 | 17 tháng 9, 2011     | Adele                                                                      | "Someone Like You"                        | 5                 | [ 48 ] [ 49 ] |
| 1009 | 12 tháng 11, 2011    | Rihanna hợp tác với Calvin Harris                                          | "We Found Love"                           | 10                | [ 50 ]        |
| 2012 |                      |                                                                            |                                           |                   |               |
| 1010 | 7 tháng 1, 2012      | LMFAO                                                                      | "Sexy and I Know It"                      | 2                 | [ 51 ] [ 52 ] |
| 1011 | 4 tháng 2, 2012      | Adele                                                                      | "Set Fire to the Rain"                    | 2                 | [ 53 ] [ 54 ] |
| 1012 | 18 tháng 2, 2012     | Kelly Clarkson                                                             | "Stronger (What Doesn't Kill You)"        | 3                 | [ 55 ] [ 56 ] |
| 1013 | 3 tháng 3, 2012      | Katy Perry                                                                 | "Part of Me"                              | 1                 | [ 57 ]        |
| 1014 | 17 tháng 3, 2012     | Fun hợp tác với Janelle Monáe                                              | "We Are Young"                            | 6                 | [ 58 ] [ 59 ] |
| 1015 | 28 tháng 4, 2012     | Gotye hợp tác với Kimbra                                                   | "Somebody That I Used to Know"            | 8                 | [ 60 ] [ 61 ] |
| 1016 | 23 tháng 6, 2012     | Carly Rae Jepsen                                                           | "Call Me Maybe"                           | 9                 | [ 62 ]        |
| 1017 | 25 tháng 8, 2012     | Flo Rida                                                                   | "Whistle"                                 | 2                 | [ 63 ]        |
| 1018 | 1 tháng 9, 2012      | Taylor Swift                                                               | "We Are Never Ever Getting Back Together" | 3                 | [ 64 ]        |
| 1019 | 29 tháng 9, 2012     | Maroon 5                                                                   | "One More Night"                          | 9                 | [ 65 ]        |
| 1020 | 1 tháng 12, 2012     | Rihanna                                                                    | "Diamonds"                                | 3                 | [ 66 ] [ 67 ] |
| 1021 | 22 tháng 12, 2012    | Bruno Mars                                                                 | "Locked Out of Heaven"                    | 6                 | [ 68 ]        |
| 2013 |                      |                                                                            |                                           |                   |               |
| 1022 | 2 tháng 2, 2013      | Macklemore và Ryan Lewis hợp tác với Wanz                                  | "Thrift Shop"♪                            | 6                 | [ 70 ]        |
| 1023 | 2 tháng 3, 2013      | Baauer                                                                     | "Harlem Shake"                            | 5                 | [ 71 ]        |
| 1024 | 20 tháng 4, 2013     | Bruno Mars                                                                 | "When I Was Your Man"                     | 1                 | [ 72 ]        |
| 1025 | 27 tháng 4, 2013     | Pink hợp tác với Nate Ruess                                                | "Just Give Me a Reason"                   | 3                 | [ 73 ]        |
| 1026 | 18 tháng 5 năm 2013  | Macklemore và Ryan Lewis hợp tác với Ray Dalton                            | "Can't Hold Us"                           | 5                 | [ 74 ]        |
| 1027 | 22 tháng 6 năm 2013  | Robin Thicke hợp tác với T.I. và Pharrell                                  | "Blurred Lines"                           | 12                | [ 75 ]        |
| 1028 | 14 tháng 9 năm 2013  | Katy Perry                                                                 | "Roar"                                    | 2                 | [ 76 ]        |
| 1029 | 28 tháng 9 năm 2013  | Miley Cyrus                                                                | "Wrecking Ball"                           | 3                 | [ 77 ]        |
| 1030 | 12 tháng 10 năm 2013 | Lorde                                                                      | "Royals"                                  | 9                 | [ 78 ]        |
| 1031 | 21 tháng 9 năm 2013  | Eminem hợp tác với Rihanna                                                 | "The Monster"                             | 4                 | [ 79 ]        |
| 2014 |                      |                                                                            |                                           |                   |               |
| 1032 | 18 tháng 1 năm 2014  | Pitbull hợp tác với Kesha                                                  | "Timber"                                  | 3                 | [ 80 ]        |
| 1033 | 8 tháng 2 năm 2014   | Katy Perry hợp tác với Juicy J                                             | "Dark Horse"                              | 4                 | [ 81 ]        |
| 1034 | 8 tháng 3 năm 2014   | Pharrell Williams                                                          | "Happy"♪                                  | 10                | [ 83 ]        |
| 1035 | 17 tháng 5 năm 2014  | John Legend                                                                | "All of Me"                               | 3                 | [ 84 ]        |
| 1036 | 7 tháng 6 năm 2014   | Iggy Azalea hợp tác với Charli XCX                                         | "Fancy"                                   | 7                 | [ 85 ]        |
| 1037 | 26 tháng 7 năm 2014  | Magic!                                                                     | "Rude"                                    | 6                 | [ 86 ]        |
| 1038 | 6 tháng 9 năm 2014   | Taylor Swift                                                               | "Shake It Off"                            | 4                 | [ 87 ]        |
| 1039 | 20 tháng 9 năm 2014  | Meghan Trainor                                                             | "All About That Bass"                     | 8                 | [ 88 ]        |
| 1040 | 29 tháng 11 năm 2014 | Taylor Swift                                                               | "Blank Space"                             | 7                 | [ 89 ]        |
| 2015 |                      |                                                                            |                                           |                   |               |
| 1041 | 17 tháng 1 năm 2015  | Mark Ronson hợp tác với Bruno Mars                                         | "Uptown Funk"♪                            | 14                | [ 91 ]        |
| 1042 | 25 tháng 4 năm 2015  | Wiz Khalifa hợp tác với Charlie Puth                                       | "See You Again"                           | 12                | [ 92 ]        |
| 1043 | 6 tháng 6 năm 2015   | Taylor Swift hợp tác với Kendrick Lamar                                    | "Bad Blood"                               | 1                 | [ 93 ]        |
| 1044 | 25 tháng 7 năm 2015  | OMI                                                                        | "Cheerleader"                             | 6                 | [ 94 ]        |
| 1045 | 22 tháng 8 năm 2015  | The Weeknd                                                                 | "Can't Feel My Face"                      | 3                 | [ 95 ]        |
| 1046 | 19 tháng 9 năm 2015  | Justin Bieber                                                              | "What Do You Mean?"                       | 1                 | [ 96 ]        |
| 1047 | 3 tháng 10 năm 2015  | The Weeknd                                                                 | "The Hills"                               | 6                 | [ 97 ]        |
| 1048 | 14 tháng 11 năm 2015 | Adele                                                                      | "Hello"                                   | 10                | [ 98 ]        |
| 2016 |                      |                                                                            |                                           |                   |               |
| 1049 | 23 tháng 1 năm 2016  | Justin Bieber                                                              | "Sorry"                                   | 3                 | [ 99 ]        |
| 1050 | 13 tháng 2 năm 2016  | Justin Bieber                                                              | "Love Yourself"♪                          | 2                 | [ 101 ]       |
| 1051 | 20 tháng 2 năm 2016  | Zayn                                                                       | "Pillowtalk"                              | 1                 | [ 102 ]       |
| 1052 | 5 tháng 3 năm 2016   | Rihanna hợp tác với Drake                                                  | "Work"                                    | 9                 | [ 103 ]       |
| 1053 | 7 tháng 5 năm 2016   | Desiigner                                                                  | "Panda"                                   | 2                 | [ 104 ]       |
| 1054 | 21 tháng 5 năm 2016  | Drake hợp tác với WizKid and Kyla                                          | "One Dance"                               | 1                 | [ 105 ]       |
| 1055 | 28 tháng 5 năm 2016  | Justin Timberlake                                                          | "Can't Stop the Feeling!"                 | 1                 | [ 106 ]       |
| 1056 | 6 tháng 8, 2016      | Sia hợp tác với Sean Paul                                                  | "Cheap Thrills"                           | 4                 | [ 107 ]       |
| 1057 | 3 tháng 9, 2016      | The Chainsmokers hợp tác với Halsey                                        | "Closer"                                  | 12                | [ 108 ]       |
| 1058 | 26 tháng 11, 2016    | Rae Sremmurd hợp tác với Gucci Mane                                        | "Black Beatles"                           | 7                 | [ 109 ]       |
| 2017 |                      |                                                                            |                                           |                   |               |
| 1059 | 7 tháng 1, 2017      | The Weeknd hợp tác với Daft Punk                                           | "Starboy"                                 | 1                 | [ 110 ]       |
| 1060 | 21 tháng 1, 2017     | Migos hợp tác với Lil Uzi Vert                                             | "Bad and Boujee"                          | 3                 | [ 111 ]       |
| 1061 | 28 tháng 1, 2017     | Ed Sheeran                                                                 | "Shape of You"                            | 12                | [ 112 ]       |
| 1062 | 6 tháng 5, 2017      | Kendrick Lamar                                                             | "Humble"                                  | 1                 | [ 113 ]       |
| 1063 | 13 tháng 5, 2017     | Bruno Mars                                                                 | "That's What I Like"                      | 1                 | [ 114 ]       |
| 1064 | 20 tháng 5, 2017     | DJ Khaled hợp tác với Justin Bieber, Quavo, Chance the Rapper và Lil Wayne | "I'm the One"                             | 1                 | [ 115 ]       |
| 1065 | 27 tháng 5, 2017     | Luis Fonsi và Daddy Yankee hợp tác với Justin Bieber                       | "Despacito"                               | 16*               | [ 116 ]       |
| 1066 | 16 tháng 9, 2017     | Taylor Swift                                                               | "Look What You Made Me Do"                | 1*                | [ 117 ]       |

## Các kỷ lục và thành tích

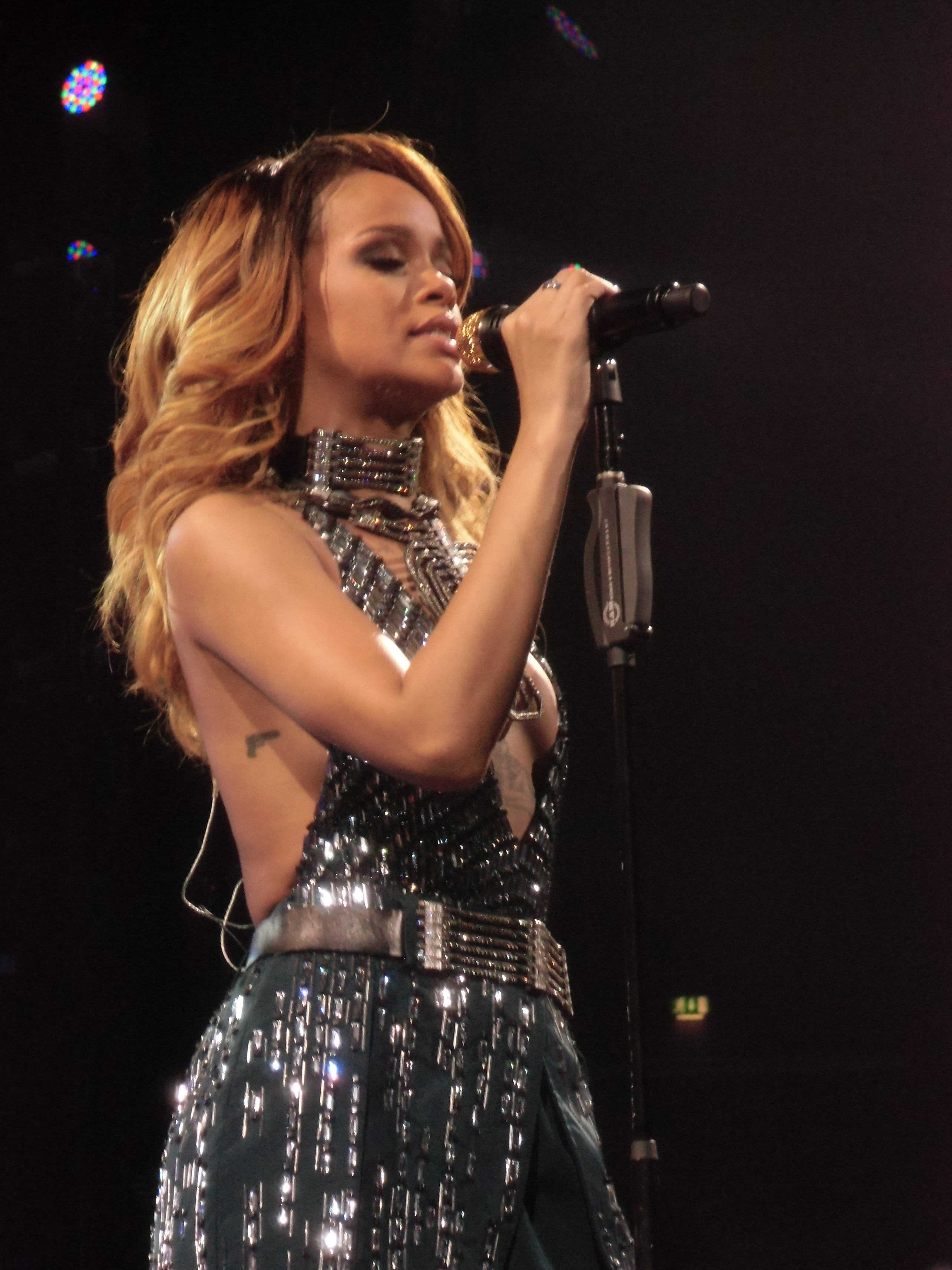
Nữ ca sĩ người Barbados Rihanna giữ các kỷ lục nghệ sĩ có nhiều đĩa quán quân nhất và nghệ sĩ có nhiều tuần quán quân nhất trong thập niên 2010. Ca khúc "We Found Love" của cô cùng với Calvin Harris cũng có 10 tuần quán quân, xếp thứ tư trong số các bài hát dẫn đầu Hot 100 nhiều tuần nhất trong thập niên này.

### Nghệ sĩ có nhiều đĩa đơn quán quân nhất
| Nghệ sĩ       | Số lượng đĩa đơn quán quân | Đĩa đơn quán quân |
| ------------- | -------------------------- | --- |
| Rihanna       | 9                          | "Rude Boy" "Love the Way You Lie" "What's My Name?" "Only Girl (In the World)" "S&M" "We Found Love" "Diamonds" "The Monster" "Work" |
| Katy Perry    | 8                          | "California Gurls" "Teenage Dream" "Firework" "E.T." "Last Friday Night (T.G.I.F.)" "Part of Me" "Roar" "Dark Horse"                 |
| Bruno Mars    | 7                          | "Nothin' on You" "Just the Way You Are" "Grenade" "Locked Out of Heaven" "When I Was Your Man" "Uptown Funk" "That's What I Like"    |
| Justin Bieber | 5                          | "What Do You Mean?" "Sorry" "Love Yourself" "I'm the One" "Despacito"                                                                |
| Taylor Swift* | 5                          | "We Are Never Ever Getting Back Together" "Shake It Off" "Blank Space" "Bad Blood" "Look What You Made Me Do"*                       |
| Adele         | 4                          | "Rolling in the Deep" "Someone Like You" "Set Fire to the Rain" "Hello"                                                              |
| Eminem        | 3                          | "Not Afraid" "Love the Way You Lie" "The Monster"                                                                                    |
| Kesha         | 3                          | "Tik Tok" "We R Who We R" "Timber"                                                                                                   |
| Drake         | 3                          | "What's My Name?" "Work" "One Dance"                                                                                                 |
| The Weeknd    | 3                          | "Can't Feel My Face" "The Hills" "Starboy"                                                                                           |

### Nghệ sĩ có nhiều tuần quán quân nhất
| Nghệ sĩ           | Số tuần quán quân |
| ----------------- | ----------------- |
| Rihanna           | 41                |
| Bruno Mars        | 31                |
| Katy Perry        | 26                |
| Adele             | 24                |
| Pharrell Williams | 22                |
| Taylor Swift      | 15                |
| Mark Ronson       | 14                |
| Maroon 5          | 13                |
| Kesha             | 13                |
| Wiz Khalifa       | 13                |

### Đĩa đơn đứng quán quân nhiều tuần nhất
| Bài hát          | Nghệ sĩ                                   | Số tuần quán quân | Nguồn   |
| ---------------- | ----------------------------------------- | ----------------- | ------- |
| "Uptown Funk"    | Mark Ronson hợp tác với Bruno Mars        | 14                | [ 91 ]  |
| "Blurred Lines"  | Robin Thicke hợp tác với T.I. và Pharrell | 12                | [ 75 ]  |
| "See You Again"  | Wiz Khalifa hợp tác với Charlie Puth      | 12                | [ 92 ]  |
| "We Found Love"  | Rihanna hợp tác với Calvin Harris         | 10                | [ 50 ]  |
| "Happy"          | Pharrell Williams                         | 10                | [ 83 ]  |
| "Hello"          | Adele                                     | 10                | [ 98 ]  |
| "Tik Tok"        | Kesha                                     | 9                 | [ 1 ]   |
| "Call Me Maybe"  | Carly Rae Jepsen                          | 9                 | [ 62 ]  |
| "One More Night" | Maroon 5                                  | 9                 | [ 65 ]  |
| "Royals"         | Lorde                                     | 9                 | [ 78 ]  |
| "Work"           | Rihanna hợp tác với Drake                 | 9                 | [ 103 ] |